# Pradosia verticillata
Pradosia verticillata är en tvåhjärtbladig växtart som beskrevs av Adolpho Ducke. Pradosia verticillata ingår i släktet Pradosia och familjen Sapotaceae. IUCN kategoriserar arten globalt som livskraftig. Inga underarter finns listade i Catalogue of Life.